# Karel Hybner
Karel Hybner (19. května 1934 Nová Paka – 1. listopadu 2020 Trutnov) byl český středoškolský učitel matematiky a deskriptivní geometrie a fotograf, dokumentující dějiny Trutnova.

## Dílo

### Učitel
V letech 1968 až 2004 na gymnáziu učil matematiku a deskriptivní geometrii.
Pochvalně o Hybnerovi hovořil i Petr Just, syn historika Antonína Justa. „Učil výborně! Jeho styl výuky, nadhled a vtípky, to pro mě bylo vzorem. Trochu jsem se ho snažil napodobovat,“ přiznal v rozhovoru ke 100. výročí školy.

### Fotograf
Karel Hybner byl oceňovaným regionálním fotodokumentaristou. Byl dlouholetým členem nejstaršího Trutnovského fotoklubu.
Od roku 1970 do roku 2012 fotograficky dokumentoval městskou kroniku.

### Knižní vydání
Antonín Just, Karel Hybner: Trutnov známý neznámý: historický místopis města slovem i obrazem; Archa 90, 1991.

### Hybnerovy bonmoty[5]
1. Primitivní, to se píše měkkým „i“, žejo, to bych vypadal blbě.
2. Škoda, že jsem se na ten příklad nevykašlal. Měl jsem říct „milé děti, to je těžký, to nebudu dělat".
3. Kdybyste mohly, prosím, milé děti, řvát míň, abych se aspoń slyšel. Už tak řvu hodně.
4. Kulová vrstva: Máme lavor, jó, lavor = z francouzského „umyvadlo".
5. Zámečníková, divej se sem, ty mì chrápeš i při hodině. Sem se divej! (gesto četnika Funese)
6. Vážené učené shromáždění, jest nějakých dotazů? Dotazů nět.
7. Doba dospěla tak daleko, že je vhodné opakovat slova učitele.
8. Všimni si, že todle jediný urychlení výpočtu nás stálo celou tu dobu, cos počítal.
9. Tak prosím vás, kdybyste mohli držet hubu a kótovali tímto způsobem.
10. Abych to ňák neblbnul, já dycky dyš zabrousím do tý fyziky, tak se blížím nějakýmu krachu. Jestli chcete udělat něco bohulibýho, tak se to našprťte.
11. Derivace součinu se rovná týdle prasárně a derivace podílu takovýdlemu kameňáku.
12. Prosím vás, aby to šlo, pokud možno švihom, abychom toho Tondu Macha chytili.
13. Di dál! … A vy čumte!
14. Tak já to tam napíšu, když jste takový Indyjáni. (nenosíme knihy)
15. Co vy v těch vašich chorobnejch mozcích nevymyslíte! No já taky někdy něco vymyslím a lidi řikaj, že jsem divnej. Pak nemaj bejt války.
16. Jde mi to asi 17x pomalejc než tomu Machoj. Nesmím kecat, příště až budu kecat, tak mně řekněte „nekecej". Pověřuji tím Klimeše.
17. Vaše hlavy jsou vyleštěné koule bez jedinýho závitu. (stav vědomostí po prázdninách)
18. Máte ňáký nápad, když na to tak čumíme?
19. Z pedagogických důvodů tě sem nemůžu pozvat, nejseš učitel.
20. Ty moc kecáš, samý výsledky. Ty bys byl geniální vědec, voni ti zadaj úlohu a ty řekneš „sedum". (Vašek Sobotka)
21. Ty děláš pěkný švejkárny. Vona ti vyjde nula lomená nulou a seš kde? N o... a víme kde.
22. Dneska jsem ve znamenitý formě, ani mě nebolí v krku.
23. Prosím vás, milé děti, nadávat teda musím, já bez toho bejt nemůžu.
23. Nebudu se s tím dál babrat, nechci přemýšlet.

### Ocenění
- 2001 Čestný občan Trutnova[1]
- 2002 Kulturní cena města Trutnova[1]
- 2021 Ulice Hybnerova v Trutnově[6]